# Trout Creek (Cannonsville Reservoir)
Trout Creek – rzeka w stanie Nowy Jork, w hrabstwie Delaware. Uchodzi do Cannonsville Reservoir. Zarówno długość cieku, jak i powierzchnia zlewni nie zostały oszacowane przez USGS. Większe dopływy rzeki to: West Branch Trout Creek oraz Bullock Brook.